# فرامرسباخ
فرامرسباخ (به آلمانی: Frammersbach) یک منطقهٔ مسکونی در آلمان است که در ماین-اشپسارت واقع شده‌است.